# In My Life
〈In My Life〉는 비틀즈의 1965년 음반 《Rubber Soul》에 실려 발표된 곡이다. 레논-매카트니의 명의로 크레디트되었다.  작사는 존 레논이 한 것이 명확하지만, 작곡에 관해서는 자신들의 기여도(특히 멜로디)를 놓고 레논과 매카트니가 의견 불일치를 보였다. 조지 마틴은 이 곡의 브리지에서 피아노 솔로로 공헌했다. 2004년, 《롤링 스톤》의 "역대 가장 위대한 노래 500곡" 순위에서 23위, "비틀즈 최고의 노래 100곡" 순위에서 5위에 선정됐고, 2004년 《캐나다 방송 혐회》의 "50 트랙" 순위에서 2위에 선정됐다. 2000년 《모조》의 "역대 최고의 노래" 순위에서는 1위에 선정됐다.

## 배경
1996년 9월 5일 비틀즈의 역사를 집대성한 비디오 《비틀즈 앤솔로지》가 미국에서 첫 발매되었다. 약 10시간 분량을 8편으로 구성한 이 비디오는 4명의 출생부터 비틀즈의 해산까지의 모든 과정을 다큐멘터리 식으로 엮어 내고 있다. 1940년 7월부터 1963년 3월까지의 비틀즈사를 수록한 제 1편에서는 비틀즈의 고향 리버풀을 배경으로 〈In My Life〉가 흘러나오며 시작을 알린다.
이 곡의 노랫말을 지을 당시 존은 이십대 중반이었다. 고향 리버풀을 떠난 지 2년여 정도 밖에 되지 않았지만 존은 줄곧 리버풀에서 보낸 지난 시절을 그리워 했다. 존이 자신의 짧은 삶을 자전적으로 묘사한 곡을 만들어보겠다는 마음을 갖게 된 데에는 밥 딜런이나 저널리스트 케네스 올솝 같은 인물들이 영향을 미친 것도 사실이지만, 더욱더 크게 작용한 것은 당시 존이 겪고 있던 심정 갈등이었다. 비틀즈의 엄청난 성공에 비례해서 존의 심적 갈등의 골은 더욱 깊어져 간 것이다. 비록 고통스럽고 힘에 겨웠던 시절이었지만 존은 지난 그 시절을 추억하며 글을 썼다.

## 작곡
이 곡을 쓰게 된 데에는 영국계 저널리스트 케네스 올섭이 레넌에게 어릴 시절에 대한 이야기를 쓰라고 종용한 것에서 기원을 찾을 수 있다. 그 이후 레논은 자신의 유년기를 되살리는 기다란 시의 형태로서 곡을 쓰게 되는데, 가사 초안은 레논이 리버풀에 거주할 때 이용한 버스 루트의 길가에 자리한 각종 장소에 기초하고 있다. 레논은 자전적인 곡을 만들기 위해서 지난 시절의 향수가 느껴지는 추억의 장소를 더듬어 보는 것도 나름대로 의미가 있다고 생각, 울튼구 멘러브가 251번지에서 버스를 타고 리버풀의 중심지로 가던 시절의 기억을 떠 올리며 페니 레인, 스트로우베리 필드, 독커스 엄브렐러, 세인트 콜롬버스 교회, 캘더스톤즈 공원, 더치 카페, 클락타워, 애비 시네마, 트램셰즈 등 추억의 장소를 하나 둘 씩 적어보았다. (이 가사 원고는 대영박물관에서 전시되고 있다.)
그러나 특정한 장소를 지루할 정도로 나열하는 것은 왠지 "휴일의 버스 여행'을 노래로 표현하는 것에 불과하다는 생각이 들었다. 자신이 추구하는 노래의 이미지와 맞지 않는다고 판단을 내린 레논은 며칠 동안 새로운 노랫말을 쓰기 위해 애를 썼고, 단어를 고쳐가며 특정 장소와 더불어 자신의 과거 전반에 걸쳐 세세함을 더했다. 최종 버전의 노래에서는 원본과 비교했을 때 "아주 소수의 가사"가 살아남아 있었다. 레논의 친구 겸 전기 작가 피트 쇼튼은 "일부 친구는 죽었지만 일부는 살아있어요. 내 삶 전체에서 그들 모두를 사랑했어요." 구절이 스튜어트 섯클리프와 자신을 지칭하는 것이라고 말했다.
이 곡의 작사자는 레논이라는 것이 명확하다. 하지만, 작곡은 레논과 매카트니 중 누가 했는가에 대한 논쟁이 끝나지 않은 상태로 남아있다. 레논과 매카트니는 서로 다른 기억을 갖고 있다.
레논은 1980년 9월 《플레이보이》와의 인터뷰에서 매카트니가 작곡의 일부를 도와주었다는 사실은 인정했지만, 자신의 작품이라는 주장은 변함이 없었다. "제 인생에 대해 의식적으로 쓴 첫 번째 작품입니다. (노래한다) 'There are places I'll remember / all my life though some have changed...' 그 이전에 우린 에벌리 브라더즈나 버디 홀리의 노래처럼 별 의미가 없는 가사를 갖고 있는 노래들을 만들었습니다. 가사는 별로 상관이 없게 생각한거죠. 〈In My LIfe〉는 멘러브 거리에 있었던 우리집에서 학교까지 버스로 다니던 통학길을 떠올리며 만든 노래입니다. 기억나는 모든 장소들을 가사에다 전부 집어넣었어요. 그런데 좀 가사가 지루하게 되더군요. 그래서 그 가사들은 잊기로 하고 마음을 좀 가라앉히니까 옛날 제가 사랑했던 이들과 친구들에 관한 가사가 떠올랐습니다. 폴이 미들 에이트에서 도와주었지요. 제 인생에서 가장 중요한 사건이었습니다. 의식적으로 제 자신의 문학적 부분을 가사에 넣은 첫 번째 사건이었죠."
하지만, 레논이 1980년 세상을 떠난 후 매카트니는 1984년 12월 《플레이보이》와의 인터뷰에서 〈In My Life〉의 작곡자는 자신이었다는 새로운 주장을 했다. "제가 멜로디를 붙였습니다. 그 노래에 대해서 약간 논쟁이 있는데, 존은 제가 작곡한 사실을 잊어버렸거나 잘 못 생각하고 있는 것 같습니다. 그는 마치 시인처럼 가사를 써 가지고 들고 왔죠. 존의 얼굴 표정이 생각나네요. 30분 간 자리를 떠나 그가 갖고 있던 멜로트론으로 한 시간 반 동안 앉아서 작곡을 했었던 것을 기억합니다. 아마도 스모키 로빈슨 앤 더 미라클스의 노래 멜로디에서 영감을 얻었던 것 같습니다."

## 녹음
이 곡은 1965년 10월 18일 녹음되었다. 당일 브리지의 기악 부분만 제외하고 전부 녹음되었다. 이때, 레논은 브리지에 어떤 기악을 사용할지 결정을 내리지 못했지만, 이후 조지 마틴에게 피아노 솔로를 연주할 것을 요청하며, "바로크식 음조" 식으로 해 줄 것을 부탁했다. 마틴은 바흐에 영향받은 작품을 작성했지만 노래의 박자에 맞춰 연주할 수 없을 것이라고 생각했다. 10월 22일, 테이프가 반속도로 돌아가는 와중에 솔로를 녹음했고, 이 때문에 정상 속도로 재생했을 때 피아노는 두 배가량 속도와 옥타브가 상승했다. 이것으로 난관이 해결되었으며 동시에 솔로에 하프시코드를 연상시키는 독특한 음색을 부여했다.

## 커버
- 1966년, 재키 앤 로이
- 1966년, 쥬디 콜린스
- 1966년, 존 덴버
- 1968년, 아스트루드 질베르토
- 1968년, 호세 펠리시아노
- 1966년, 올리버
- 1970년, 미리엄 마케바
- 1970년, 시우 말름퀴스트
- 1971년, 메리 홉킨
- 1974년, 조지 해리슨
- 1975년, 키스 문
- 1976년, 트위기
- 1981년, 사잔 올 스타즈
- 1981년, 마리 오즈먼드
- 1984년, 로니 폰
- 1986년, 로드 스튜어트
- 1987년, 나나 무스쿠리
- 1991년, 벳 미들러
- 1993년, 키즈 인코퍼레이티드
- 1994년, 표트르 마모노프 & 바실리 슈모브
- 1995년, 수잔 애쉬튼 & 게리 체프만

- 1994년, 턱 앤 패티
- 1994년, 크로스비, 스틸스, 내쉬 앤 영
- 1997년, 조지프 윌리엄스
- 1998년, 브린슬리 슈워츠
- 1998년, 조지 마틴
- 1999년, 샹탈 크레비아주크
- 2001년, 데이브 매슈스 밴드
- 2001년, 리타 리
- 2001년, 셀라
- 2002년, 조니 캐시
- 2003년, 보니 타일러
- 2004년, 엘리슨 크로우
- 2005년, 르네 플레밍
- 2005년, 오지 오스본
- 2006년, 텐 테너스
- 2007년, 스팅
- 2009년, 제이크 자이러스
- 2010년, 제임스 테일러
- 2011년, 드래곤
- 2011년, 빌 프리셀
- 2012년, 시커스

- 2014년, 메탈리카
- 2014년, 에드 시런
- 2015년, 다이애나 크롤
- 2015년, 데이비드 메슈스
- 2015년, 루스 멜로디
- 2015년, 제이슨 므라즈
- 2017년, 사라 니미츠

## 참여 인원
- 존 레논 – 더블 트래킹된 보컬, 리듬 기타
- 폴 매카트니 – 하모니 보컬, 베이스
- 조지 해리슨 – 하모니 보컬, 리드 기타
- 링고 스타 – 드럼, 탬버린, 벨[A]
- 조지 마틴 – 피아노

이언 맥도널드에 의함
비고
1. ↑  맥도널드는 스타가 실제 벨을 연주한 것인지 의심스러워 한다.